# Skopamish
Skopamish (Skop-ABSH) /od "skop", "first big and then little," odnosno "the people of the variable stream"/, jedna od četiri teritorijalne skupine Muckleshoot Indijanaca koje je živjelo duž gornjeg toka Green Rivera u Washingtonu blizu današnjeg Auburna. Populacija im je 1863. iznosila 183. Potomci im danas žive na rezervatu Muckleshoot, gdje su nakon ugovora Point Elliot (1855.), preseljeni zajedno sa skupinama Stkamish i Smulkamish s White Rivera. 

## Vanjske poveznice
- Muckleshoot Reservation - Puget Sound, Washington